# Nam Thịnh
Nam Thịnh là một xã thuộc huyện Tiền Hải, tỉnh Thái Bình, Việt Nam.
Xã có diện tích 5,51 km², dân số năm 1999 là 5.485 người, mật độ dân số đạt 995 người/km².
- Phía đông, đông bắc giáp Vịnh Bắc Bộ
- Phía tây giáp các xã Nam Thắng và Nam Thanh
- Phía nam giáp các xã Nam Hưng và Nam Phú
- Phía bắc, tây bắc giáp các xã Đông Minh và Nam Cường.
Nam Thịnh là một xã trẻ tuổi sấp sỉ 60 tuổi